# كاميلو (لاعب كرة قدم)
كاميلو (بالبرتغالية: Camilo Reijers‏) هو لاعب كرة قدم برازيلي في مركز الوسط، ولد في 23 فبراير 1999 في Mogi Mirim ‏ في البرازيل. لعب مع نادي بونتي بريتا.

## وصلات خارجية
- كاميلو على موقع قاعدة بيانات كرة القدم.إي يو (الإنجليزية)
- كاميلو على موقع ليكيب (الفرنسية)
- كاميلو على موقع Soccerway.com (الإنجليزية)
- كاميلو على موقع عالم كرة القدم.نت (الإنجليزية)